# ديفيد شارب (مستكشف)
ديفيد شارب (بالإنجليزية: David Sharp)‏ هو متسلق جبال بريطاني، ولد في 15 فبراير 1972 في Harpenden ‏ في المملكة المتحدة، وتوفي في 15 مايو 2006 في جبل إفرست في الصين بسبب انخفاض درجة الحرارة.